# Badminton-Bundesliga 1985/86
Die Badminton-Bundesligasaison 1985/86 bestand aus 14 Spieltagen im Modus „Jeder gegen jeden“ mit Hin- und Rückspiel. Meister wurde der TV Mainz-Zahlbach.

## Endstand
| Platz | Verein | Spiele | Punkte | Spielpunkte |
| ----- | --- | ------ | ------ | ----------- |
| 1.    | TV Mainz-Zahlbach (Thomas Künstler, Stefan Frey, Jürgen Gebhardt, Mathias Klein, Mechtild Hagemann, Cathrin Hoppe, Heike Gebhardt)                         | 14     | 27:01  |             |
| 2.    | 1. DBC Bonn (Karl-Heinz Zwiebler, Harald Klauer, Armin Hartmann, Jörg Diehl, Eva-Maria Zwiebler, Dorett Hökel)                                             | 14     | 23:05  |             |
| 3.    | FC Bayer 05 Uerdingen (Michael Ferlings, Ralf Rausch, Christian Diekmann, Dietmar Fußhöller, Hans-Jörg Kaib, Roger Green, Christiane Ruß, Susanne Altmann) | 14     | 14:14  |             |
| 4.    | TuS Wiebelskirchen | 14     | 14:14  |             |
| 5.    | TTC Brauweiler 1948 (N) | 14     | 11:17  |             |
| 6.    | SV Fortuna Regensburg (N) | 14     | 10:18  |             |
| 7.    | FC Langenfeld | 14     | 09:19  |             |
| 8.    | OSC 04 Rheinhausen | 14     | 04:24  |             |